# Liste der Kreisstraßen im Alb-Donau-Kreis
Diese Liste enthält die Kreisstraßen im baden-württembergischen Alb-Donau-Kreis.

## Abkürzungen
- K: Kreisstraße
- L: Landesstraße

## Liste
Die Kreisstraßen behalten die ihnen zugewiesene Nummer nicht bei einem Wechsel in einen anderen Stadt- oder Landkreis. Nicht vorhandene bzw. nicht nachgewiesene Kreisstraßen sind kursiv gekennzeichnet, ebenso Straßen und Straßenabschnitte, die unabhängig vom Grund (Herabstufung zu einer Gemeindestraße oder Höherstufung) keine Kreisstraßen mehr sind.
Der Straßenverlauf wird in der Regel von Nord nach Süd und von West nach Ost angegeben.
| Nr.    | Verlauf |
| ------ | --- |
| K 7300 | L 1079 in Langenau-Albeck – K 7301 in Langenau-Göttingen – Landesgrenze – (Landkreis Neu-Ulm, Bayern) |
| K 7301 | L 1171 in Langenau – K 7300 in Langenau-Göttingen |
| K 7302 | K 7403 – K 7303 in Langenau-Hörvelsingen – L 1079 in Langenau-Albeck |
| K 7303 | K 7304 – K 7403/L 1170 in Bernstadt – K 7302 in Langenau-Hörvelsingen |
| K 7304 | L 1232 in Neenstetten – K 7305 in Neenstetten – K 7402 – K 7303 – L 1165 in Breitingen |
| K 7305 | L 1232 in Neenstetten – K 7304 in Neenstetten |
| K 7306 | K 7307 in Öllingen – L 1170 in Rammingen – Rammingen-Rammingen-Bahnhof – L 1170 in Asselfingen |
| K 7307 | (K 3022 im Landkreis Heidenheim) – Kreisgrenze – K 7309 in Öllingen – K 7306 in Öllingen – L 1170 in Langenau |
| K 7308 | K 7309 in Setzingen – Nerenstetten-Wettingen – Langenau |
| K 7309 | (K 3028 im Landkreis Heidenheim) – Kreisgrenze – Altheim (Alb)-Zähringen – L 1165 in Altheim (Alb) – Altheim (Alb)-Söglingen – K 7311 in Ballendorf – K 7310 in Ballendorf – L 1079 – K 7308 in Setzingen – K 7307 in Öllingen                                                             |
| K 7310 | K 7309 in Ballendorf – L 1232 |
| K 7311 | K 7309 in Ballendorf – L 1232 – Börslingen |
| K 7312 | L 1229 in Amstetten-Stubersheim – K 7313 in Amstetten-Bräunisheim – Kreisgrenze – (K 3017 im Landkreis Heidenheim) – Kreisgrenze – Kreisstraße ohne Anschluss an eine klassifizierte Straße – Kreisgrenze – (K 3017 im Landkreis Heidenheim)                                               |
| K 7313 | in Amstetten – (K 1441 im Landkreis Göppingen) – L 1229 in Amstetten-Schalkstetten – K 7312 in Amstetten-Bräunisheim |
| K 7314 | (K 1440 im Landkreis Göppingen) – Kreisgrenze – – Amstetten-Dorf – Amstetten – (Abzweig zur L 1232 in Amstetten-Amstetten-Bahnhof) – in Amstetten-Amstetten-Bahnhof L 1229 in Amstetten-Hofstett-Emerbuch                                                                                  |
| K 7315 | (K 1437 im Landkreis Göppingen) – Kreisgrenze – L 1230 in Nellingen |
| K 7316 | L 1232 in Nellingen-Oppingen – K 7317 in Lonsee-Radelstetten – L 1233 |
| K 7317 | K 7316 in Lonsee-Radelstetten – K 7318 in Lonsee-Radelstetten |
| K 7318 | L 1170 in Lonsee-Urspring – in Lonsee-Urspring – K 7317 in Lonsee-Radelstetten – L 1243 in Dornstadt-Scharenstetten |
| K 7319 | L 1170 in Lonsee-Halzhausen – Lonsee-Sinabronn – K 7402 in Holzkirch-Markhau |
| K 7321 | L 1170 in Westerstetten – Westerstetten-Birkhof - Westerstetten-Vorderdenkental – |
| K 7322 | Berghülen-Treffensbuch – K 7323 – L 1236 in Berghülen-Bühlenhausen |
| K 7323 | L 1236 in Berghülen – K 7322 |
| K 7324 | (K 1431 im Landkreis Göppingen) – Kreisgrenze – K 7407 |
| K 7325 | (K 1433 im Landkreis Göppingen) – Kreisgrenze – L 1236 in Laichingen |
| K 7326 | L 1236 in Westerheim – Westerheim-Sattenlehen - Kreisgrenze – (K 1434 im Landkreis Göppingen) |
| K 7327 | in Blaubeuren-Wennenden – Blaubeuren-Seißen – Blaubeuren-Steigziegelhütte - |
| K 7329 | Schelklingen-Urspring – L 240 in Schelklingen |
| K 7330 | K 7409 in Schelklingen-Hütten – Schelklingen-Ziegelhütte - L 240 in Schelklingen-Justingen |
| K 7331 | K 7409 in Schelklingen-Sondernach |
| K 7332 | K 7409 in Schelklingen-Talsteußlingen – K 7333 – K 7334 in Allmendingen-Grötzingen – K 7335 in Allmendingen-Grötzingen |
| K 7333 | K 7332 – Allmendingen-Ennahofen – K 7334 in Allmendingen-Weilersteußlingen |
| K 7334 | K 7332 in Allmendingen-Grötzingen – K 7335 in Allmendingen-Weilersteußlingen – K 7333 in Allmendingen-Weilersteußlingen – |
| K 7335 | /L 231 in Ehingen (Donau)-Frankenhofen – Ehingen (Donau)-Tiefenhülen – K 7332 in Allmendingen-Grötzingen – K 7341 in Allmendingen-Grötzingen – K 7334 in Allmendingen-Weilersteußlingen |
| K 7336 | (K 6752 im Landkreis Reutlingen) – Kreisgrenze – Ehingen (Donau)-Luckenhöfe - L 231 in Ehingen (Donau)-Granheim – Ehingen (Donau)-Dächingen – |
| K 7337 | L 231 – K 7338 in Ehingen (Donau)-Erbstetten – Ehingen (Donau)-Unterwilzingen – K 7339 – L 249 – Emeringen – Kreisgrenze – (K 7546 im Landkreis Biberach) |
| K 7338 | (K 6751 im Landkreis Reutlingen) – Kreisgrenze – K 7337 in Ehingen (Donau)-Erbstetten |
| K 7339 | K 7337 – Lauterach-Reichenstein – K 7414 in Lauterach |
| K 7340 | K 7339 in Lauterach – Lauterach-Laufenmühle |
| K 7341 | K 7335 in Allmendingen-Grötzingen – Ehingen (Donau)-Briel – in Ehingen (Donau)-Altsteußlingen |
| K 7342 | Ehingen (Donau)-Mühlen – K 7414 in Ehingen (Donau)-Schlechtenfeld |
| K 7343 | – Ehingen (Donau)-Stetten – |
| K 7344 | Ehingen (Donau)-Kirchen – K 7414 in Ehingen (Donau)-Kapellenberg /L 273 |
| K 7345 | (K 7545 im Landkreis Biberach) – Kreisgrenze – K 7346 in Obermarchtal-Reutlingendorf |
| K 7346 | /L 249 in Obermarchtal – K 7345 in Obermarchtal-Reutlingendorf – Kreisgrenze – (K 7540 im Landkreis Biberach) |
| K 7347 | L 257 in Untermarchtal – Obermarchtal-Gütelhofen – K 7421 in Hausen am Bussen – K 7348 in Unterwachingen |
| K 7348 | L 270 in Emerkingen – K 7347 in Unterwachingen – Kreisgrenze – (K 7543 im Landkreis Biberach) |
| K 7349 | L 270 in Oberstadion-Hundersingen (Oberstadion) – K 7416 in Kürze |
| K 7350 | L 270 in Oberstadion-Hundersingen – L 273 in Unterstadion |
| K 7351 | L 273 in Oberstadion – Oberstadion-Mundeldingen |
| K 7352 | L 257 in Rottenacker – Rottenacker-Heppenäcker - Ehingen (Donau)-Ried - Ehingen (Donau)-Volkersheim – K 7424 – in Ehingen (Donau)-Sontheim – Ehingen (Donau)-Bockighofen – L 257 in Ehingen (Donau)-Schaiblishausen                                                                        |
| K 7353 | L 259 in Griesingen – Ehingen (Donau)-Altbierlingen – in Ehingen (Donau)-Berg – L 257 in Ehingen (Donau)-Kirchbierlingen |
| K 7355 | in Ehingen (Donau)-Berg – L 259 |
| K 7356 | K 7422 in Altheim |
| K 7357 | K 7422 – K 7358 in Allmendingen-Schwörzkirch - Ehingen (Donau)-Blienshofen – K 7413 |
| K 7358 | K 7357 in Allmendingen-Schwörzkirch – K 7413 in Allmendingen-Niederhofen – K 7359 in Allmendingen-Ziegelei – K 7412 in Oberdischingen |
| K 7359 | K 7413 in Allmendingen-Pfraunstetten – K 7358 in Allmendingen-Ziegelei – in Öpfingen – L 259 |
| K 7360 | K 7425/L 240 in Erbach-Ringingen – Kreisgrenze – (K 9909 in Ulm) |
| K 7362 | (K 7524 im Landkreis Biberach) – Kreisgrenze – L 259 in Ehingen (Donau)-Rißtissen – K 7412 |
| K 7364 | L 1261 in Staig-Steinberg – K 7366 in Illerrieden-Dorndorf – K 7365 in Illerrieden – L 260 in Illerrieden – Landesgrenze – (NU 14 im Landkreis Neu-Ulm, Bayern) |
| K 7365 | (K 7520 im Landkreis Biberach) – Kreisgrenze – K 7368 in Schnürpflingen – K 7367 in Schnürpflingen – K 7366 in Schnürpflingen-Beuren – K 7364 in Illerrieden |
| K 7366 | K 7364 in Illerrieden-Dorndorf – K 7365 in Schnürpflingen-Beuren |
| K 7367 | (jetzt K 7371) K 7371/L 1261 in Staig – K 7365 in Schnürpflingen |
| K 7368 | L 1261 – Schnürpflingen-Ammerstetten – K 7365 in Schnürpflingen |
| K 7369 | (K 9910 in Ulm) – Kreisgrenze – K 7372 – K 7373 – K 7370 in Hüttisheim |
| K 7370 | (K 7521 im Landkreis Biberach) – Kreisgrenze – K 7369 in Hüttisheim – L 1261 in Hüttisheim |
| K 7371 | L 260 in Illerkirchberg-Unterkirchberg – Staig-Essendorf – K 7373 in Staig-Harthausen – K 7367/L 1261 in Staig |
| K 7372 | (jetzt K 7373) K 7369 – Hüttisheim-Humlangen – L 1242 in Staig-Altheim ob Weihung – K 7371 in Staig-Harthausen |
| K 7373 | (K 7524 im Landkreis Biberach) – Kreisgrenze – L 259 in Ehingen (Donau)-Rißtissen – K 7362 – K 7412 in Erbach-Ersingen – K 7375 in Erbach-Dellmensingen – K 7374 in Erbach-Dellmensingen – K 7369 – Hüttisheim-Humlangen – L 1242 in Staig-Altheim ob Weihung – K 7371 in Staig-Harthausen |
| K 7374 | (K 9906 in Ulm) – Kreisgrenze – K 7373 in Erbach-Dellmensingen – Kreisgrenze – (K 7522 im Landkreis Biberach) |
| K 7375 | in Erbach – Erbach-Riedmühle – K 7373 in Erbach-Dellmensingen |
| K 7379 | L 1244 – K 7380 in Blaustein-Dietingen/Blaustein-Markbronn – K 7411 |
| K 7380 | K 7379 in Blaustein-Dietingen/Markbronn – L 1244 |
| K 7381 | K 7388 in Blaustein-Ehrenstein – Blaustein-Pfaffenhau – Kreisgrenze – (K 9903 in Ulm) |
| K 7383 | K 7406 in Blaustein-Bermaringen – Blaustein-Hohenstein – Blaustein-Weidach – K 7384 in Blaustein-Herrlingen – in Blaustein-Herrlingen |
| K 7384 | Blaustein-Lautern – K 7383 in Blaustein-Herrlingen |
| K 7385 | K 7406 in Blaubeuren-Sonderbuch – L 1236 in Blaustein-Wippingen |
| K 7386 | K 7416 in Grundsheim – Kreisgrenze – (K 7526 im Landkreis Biberach) |
| K 7387 | in Blaustein-Herrlingen – L 1244 in Blaustein-Arnegg |
| K 7388 | (K 9912 in Ulm) – Kreisgrenze – K 7381 in Blaustein-Ehrenstein – in Blaustein-Klingenstein |
| K 7400 | L 1165 in Altheim (Alb) – Kreisgrenze – (K 3031 im Landkreis Heidenheim) |
| K 7401 | L 1232 – Amstetten-Reutti (Abzweig zur L 1232 in Amstetten-Reutti) – in Lonsee-Urspring |
| K 7402 | L 1170 in Westerstetten – K 7319 in Holzkirch-Markhau – L 1165 in Holzkirch – K 7304 |
| K 7403 | /L 1233 – L 1239 in Beimerstetten – L 1165 in Beimerstetten – K 7302 – Bernstadt-Esental - K 7303/L 1170 in Bernstadt |
| K 7404 | L 1233 in Dornstadt-Tomerdingen – Dornstadt-Böttingen – L 1239 in Dornstadt-Bollingen |
| K 7405 | L 1239 in Blaustein-Herrlingen – Kreisgrenze – (K 9912 in Ulm) |
| K 7406 | L 1233 in Dornstadt-Temmenhausen – K 7384 in Blaustein-Bermaringen – L 1236 in Blaubeuren-Asch – K 7385 in Blaubeuren-Sonderbuch – in Blaubeuren |
| K 7407 | (K 1447 im Landkreis Göppingen) – Kreisgrenze – K 7324 – Merklingen-Widderstall – L 1230/L 1234 in Merklingen |
| K 7408 | L 252 in Westerheim – in Laichingen-Feldstetten – Heroldstatt-Ennabeuren – Heroldstatt-Eichbühl - Heroldstatt-Balzenbühl - L 230 |
| K 7409 | (K 6772 im Landkreis Reutlingen) – Kreisgrenze – K 7410 in Schelklingen-Gundershofen – K 7331 in Schelklingen-Sondernach – K 7330 in Schelklingen-Hütten – K 7332 in Schelklingen-Talsteußlingen – Schelklingen-Teuringshofen – Schelklingen-Schmiechen –                                  |
| K 7410 | (K 6773 im Landkreis Reutlingen) – Kreisgrenze – Schelklingen-Springen – K 7409 in Schelklingen-Gundershofen |
| K 7411 | L 241 in Blaubeuren-Pappelau – K 7379 – Blaubeuren-Erstetten – Kreisgrenze – (K 9916 in Ulm) |
| K 7412 | K 7422 in Erbach-Ringingen – K 7358 in Oberdischingen – in Oberdischingen – K 7373 in Erbach-Ersingen – Kreisgrenze – (K 7523 im Landkreis Biberach) |
| K 7413 | K 7422 – K 7359 in Allmendingen-Pfraunstetten – K 7358 in Allmendingen-Niederhofen – K 7357 – Ehingen (Donau)-Heufelden – in Ehingen (Donau)-Rosengarten – in Ehingen (Donau) |
| K 7414 | Lauterach-Neuburg – L 231 – K 7339 in Lauterach – Ehingen (Donau)-Schloss Mochental - L 231 – K 7344 in Ehingen (Donau)-Kapellenberg – Ehingen (Donau)-Kirchen - K 7342 in Ehingen (Donau)-Schlechtenfeld – in Ehingen (Donau)                                                             |
| K 7415 | L 257 in Rottenacker – Unterstadion – L 273 in Unterstadion-Bettighofen |
| K 7416 | (K 7590 im Landkreis Biberach) – Kreisgrenze – K 7349 in Grundsheim-Kürze – K 7386 in Grundsheim – L 273 in Oberstadion |
| K 7417 | L 273 in Oberstadion – Kreisgrenze – (K 7585 im Landkreis Biberach) |
| K 7418 | (K 7513 im Landkreis Biberach) – Kreisgrenze – L 260 in Dietenheim-Regglisweiler |
| K 7419 | (K 7514 im Landkreis Biberach) – Kreisgrenze – Balzheim-Unterbalzheim - L 260 |
| K 7420 | L 273 in Oberstadion-Moosbeuren – Kreisgrenze – (K 7596 im Landkreis Biberach) |
| K 7421 | L 273 in Munderkingen – K 7347 in Hausen am Bussen – Kreisgrenze – (K 7598 im Landkreis Biberach) |
| K 7422 | in Allmendingen-Großallmendingen – Allmendingen-Schwenksweiler – K 7356 in Altheim – K 7357 – K 7413 – K 7412 in Erbach-Ringingen – K 7425 in Erbach-Ringingen – L 240 in Erbach-Ringingen                                                                                                 |
| K 7423 | in Laichingen-Feldstetten – L 1236 in Laichingen – L 230 in Laichingen |
| K 7424 | L 257 in Ehingen (Donau)-Kirchbierlingen – K 7352 |
| K 7425 | K 7422 in Erbach-Ringingen – K 7360/L 240 in Erbach-Ringingen |